# Iris nigricans
Iris nigricans (лат.) — вид однодольных растений рода Ирис (Iris) семейства Ирисовые (Iridaceae). Впервые описан ботаником Джоном Эдвардом Динсмуром в 1933 году.
Национальный цветок Иордании.

## Распространение и среда обитания
Эндемик Иордании.
Растёт в граничащих с пустынями горах, на малоплодородных землях.

## Ботаническое описание
Корневищный геофит.
Растение высотой 20—35 см.
Листья изогнутые, короткие.
Цветки коричневатые или чёрно-фиолетовые.
Число хромосом — 2n=20.